# Zlatko Vujović
Zlatko Vujović (Szarajevó, 1958. augusztus 26. –) jugoszláv válogatott horvát labdarúgó, csatár, edző. Ikertestvére Zoran Vujović válogatott labdarúgó.

## Pályafutása

### Klubcsapatban
1976 és 1986 között a Hajduk Split labdarúgója volt. 1986 és 1993 között Franciaországban játszott. 1986 és 1988 között a Bordeaux, 1988–89-ben az AS Cannes csapatában szerepelt. 1989 és 1991 között a PSG, 1991–92-ben a Sochaux, 1992–93-ban az OGC Nice játékosa volt.

### A válogatottban
1979 és 1990 között 70 alkalommal szerepelt a jugoszláv válogatottban és 27 gólt szerzett. Az 1980-as moszkvai olimpián negyedik lett a csapattal. Részt vett az 1982-es spanyolországi világbajnokságon, az 1984-es franciaországi Európa-bajnokságon és az 1990-es olaszországi világbajnokságon.

### Edzőként
2008–09-ban, 2011-ben és 2016-ban a Hajduk Split segédedzője volt.

## Sikerei, díjai
Jugoszlávia
- Olimpiai játékok
  - 4.: 1980, Moszkva

 Hajduk Split
- Jugoszláv bajnokság
  - bajnok: 1978–79
- Jugoszláv kupa
  - győztes (2): 1977, 1984

 Bordeaux
- Francia bajnokság
  - bajnok: 1986–87
- Francia kupa
  - győztes: 1987